# Trà mủ
Trà mủ, đước mủ, giá hay chá (danh pháp khoa học: Excoecaria agallocha) là một loài thực vật có hoa trong họ Đại kích. Loài này được L. miêu tả khoa học đầu tiên năm 1759.

## Mô tả
Cây thân gỗ cao 6 - 15m. Phân cành cao lớn, cứng và dẻo.
Mọc thành từng nhánh phụ hướng lên trên khi nhánh dài cây sẽ mọc lệch tạo thành những khúc gãy. Thân cây nhẵn, lá cây hình trái xoan nhẵn bóng, lá thường mọc thành hình xoắn ốc chặt chẽ và có vẻ như lá mọc đối hoặc xoắn lại. Phiến lá dài khoảng 6-15, rộng khoảng 3-5 cm, cuống lá dài khoảng 1-7 cm, rãnh ở mặt trên, hoa rất nhỏ đính sát cuống, dài từ 5-10 cm, nhị hoa có từ 2-4 bao phấn, có mùi thơm thoang thoảng. Quả nang, hình cầu, có 3 cạnh, có vòi nhụy, có 3 hạt bên trong, hình cầu, màu xám nhạt, phát tán bằng nước. Nhựa cây có chất saponic có thể gây mù loà.

## Cảnh quan
Cây có tán (sinh học) khá đẹp tại vì có nhựa độc nên không được trồng làm cảnh trước nhà, chủ yếu mọc dại (hoang) cặp bờ sông giúp giữ đất, chống xói mòn, vì cây có nhánh dài cứng và dẻo nên cũng có vài nơi trồng thành rừng để chắn gió vì khả năng năng chịu bão rất lớn, khó bị gãy đổ.

## Hình ảnh

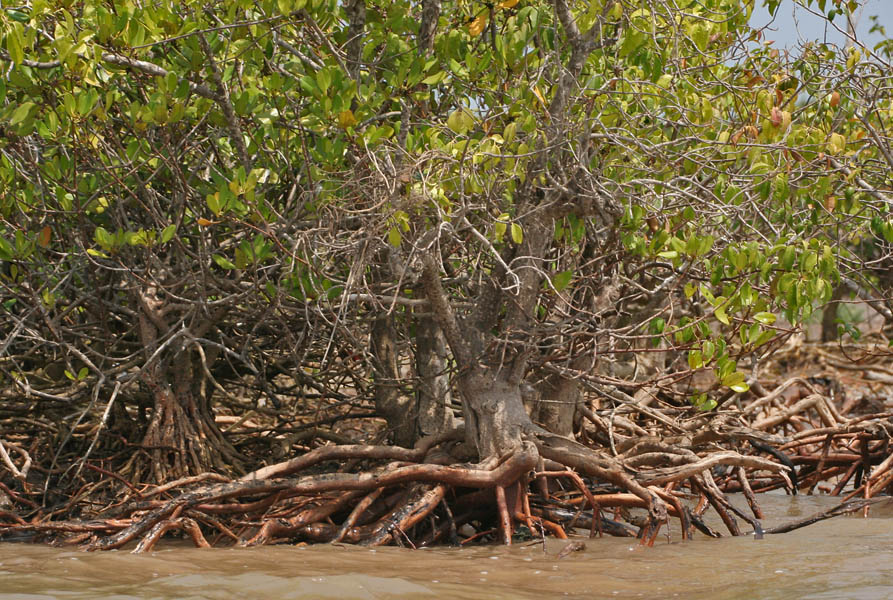
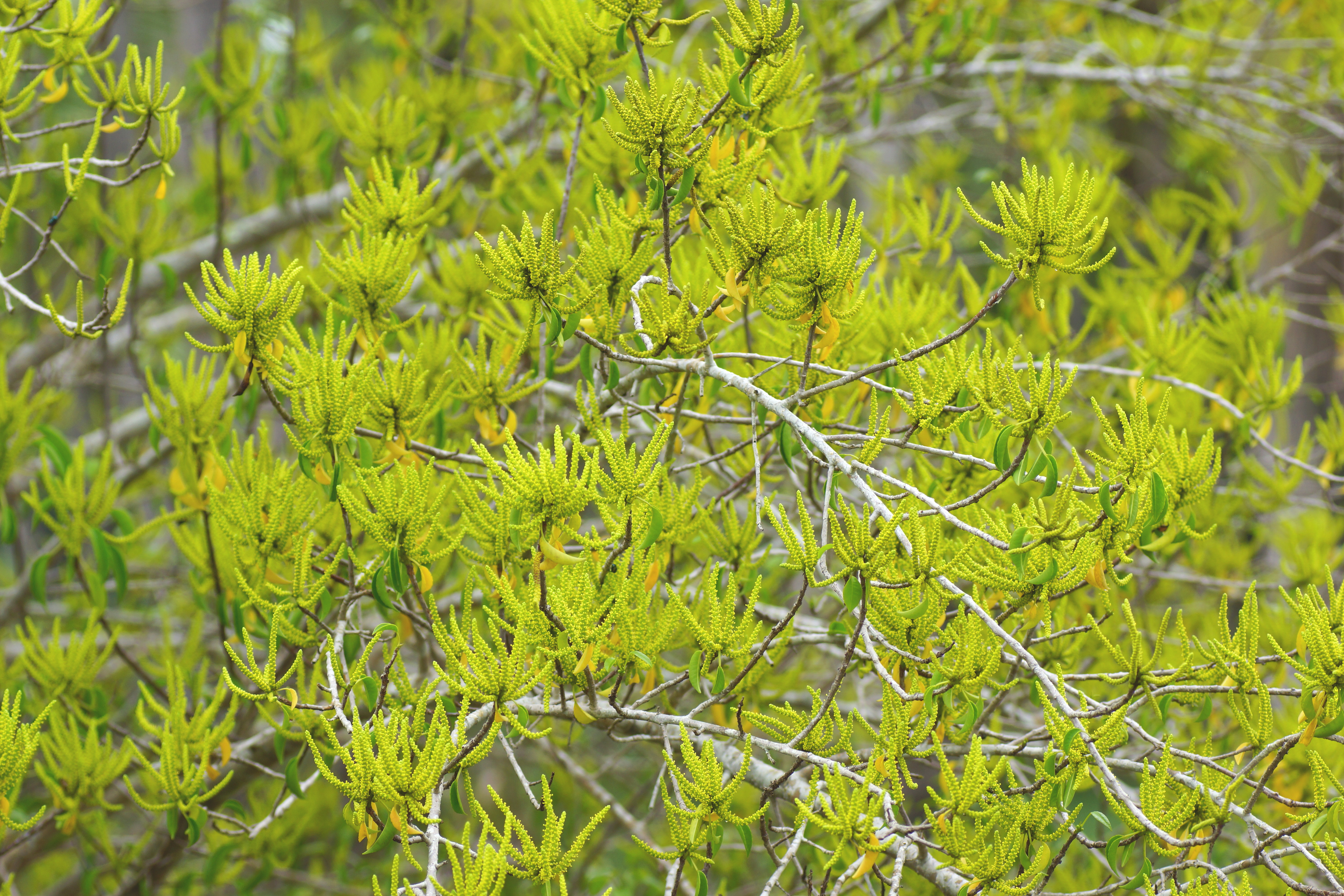
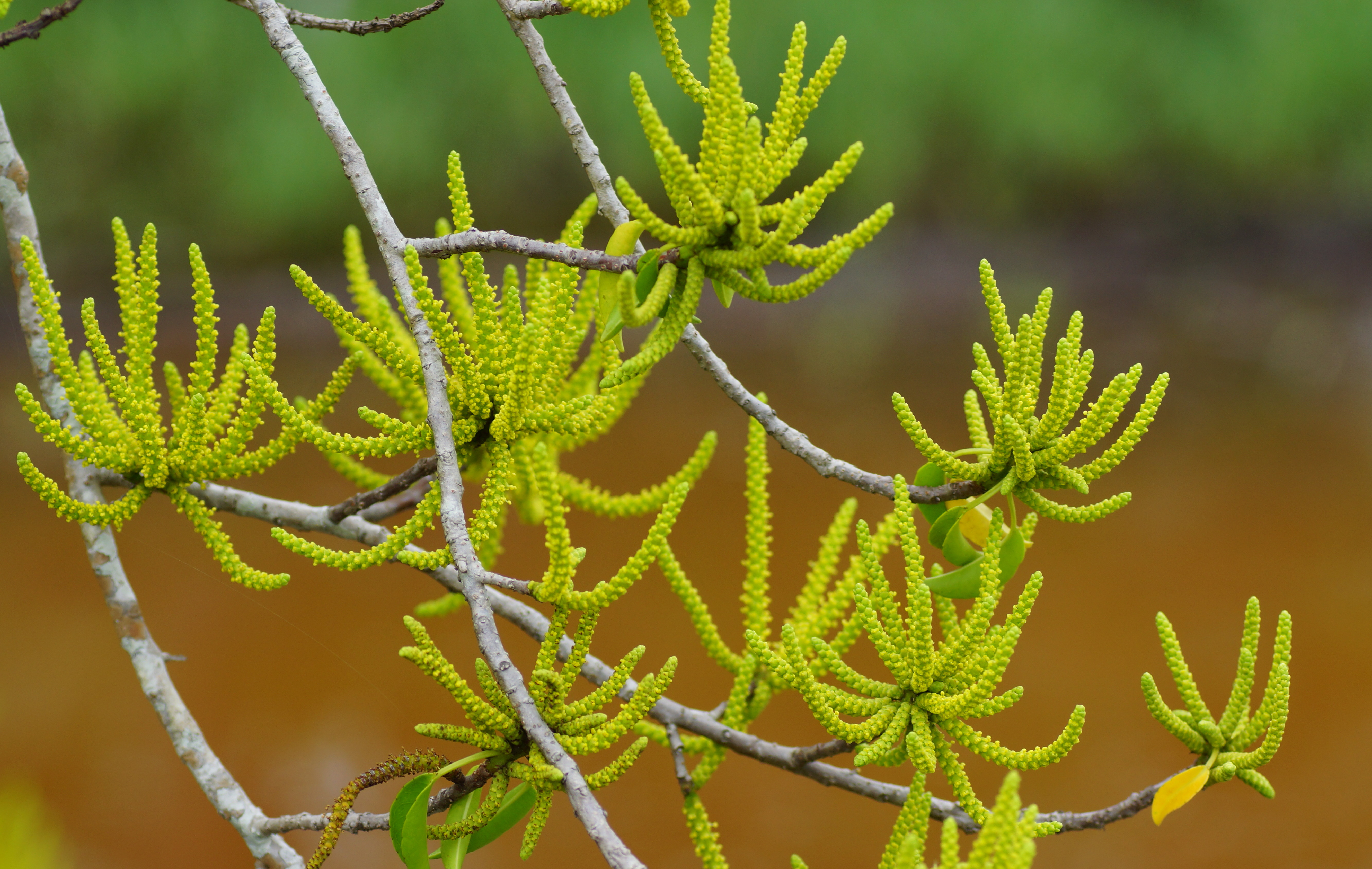
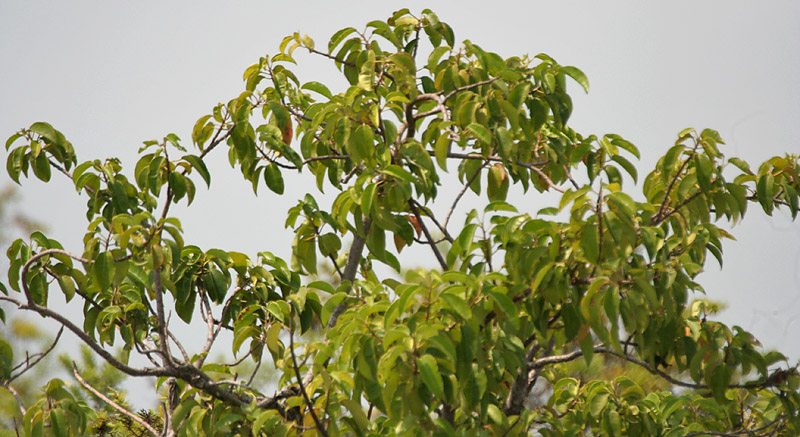